# U-341 (tàu ngầm Đức)
U-341 là một tàu ngầm tấn công  Lớp Type VII thuộc phân lớp Type VIIC được Hải quân Đức Quốc Xã chế tạo trong Chiến tranh Thế giới thứ hai. Nhập biên chế năm 1942, nó chỉ kịp thực hiện được hai chuyến tuần tra và không đánh chìm được mục tiêu nào, trước khi bị một máy bay tuần tra B-24 Liberator của Không quân Hoàng gia Canada thả mìn sâu đánh chìm về phía Đông Nam Iceland vào ngày 19 tháng 9, 1943.

## Thiết kế và chế tạo

### Thiết kế

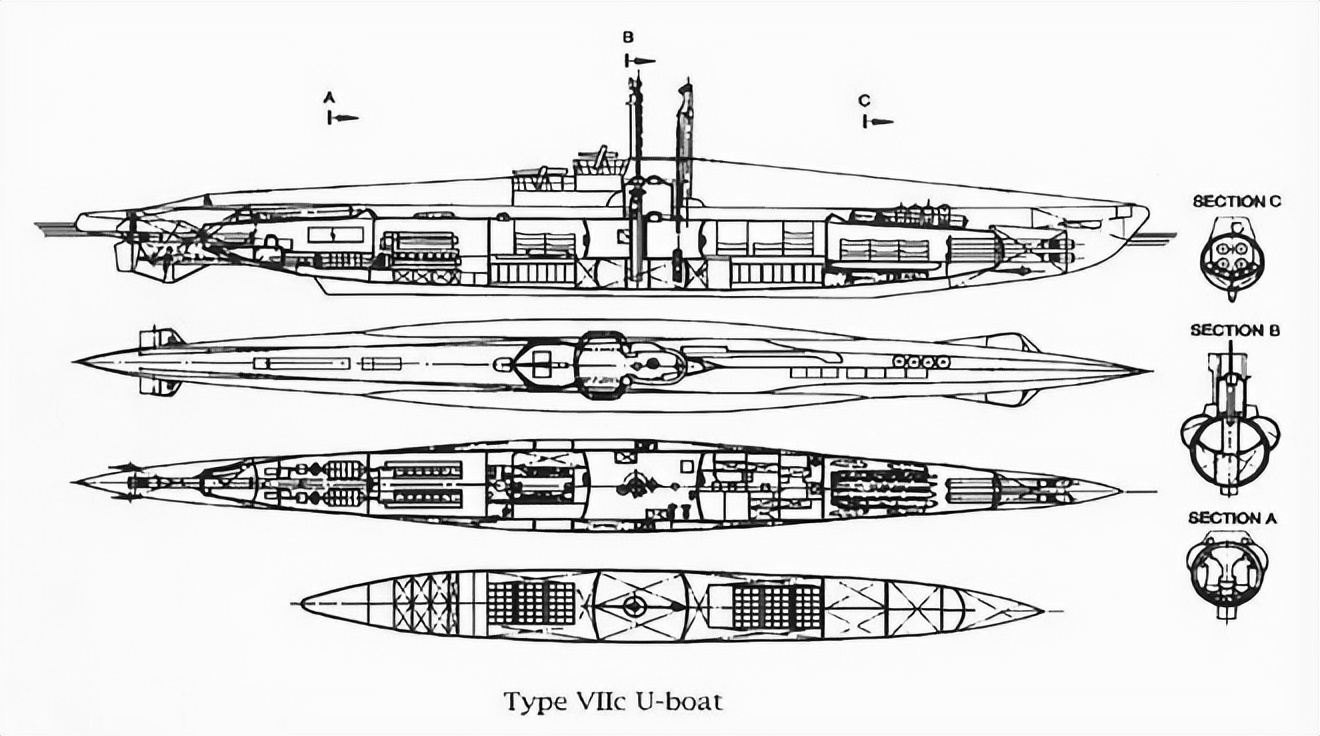
Sơ đồ các mặt cắt một tàu ngầm Type VIIC

Phân lớp VIIC của Tàu ngầm Type VII là một phiên bản VIIB được kéo dài thêm. Chúng có trọng lượng choán nước 769 t (757 tấn Anh) khi nổi và 871 t (857 tấn Anh) khi lặn). Con tàu có chiều dài chung 67,10 m (220 ft 2 in), lớp vỏ trong chịu áp lực dài 50,50 m (165 ft 8 in), mạn tàu rộng 6,20 m (20 ft 4 in), chiều cao 9,60 m (31 ft 6 in) và mớn nước 4,74 m (15 ft 7 in).
Chúng trang bị hai động cơ diesel Germaniawerft F46 siêu tăng áp 6-xy lanh 4 thì, tổng công suất 2.800–3.200 PS (2.100–2.400 kW; 2.800–3.200 bhp), dẫn động hai trục chân vịt đường kính 1,23 m (4,0 ft), cho phép đạt tốc độ tối đa 17,7 kn (32,8 km/h), và tầm hoạt động tối đa 8.500 nmi (15.700 km) khi đi tốc độ đường trường 10 kn (19 km/h). Khi đi ngầm dưới nước, chúng sử dụng hai động cơ/máy phát điện Garbe, Lahmeyer & Co. RP 137/c  tổng công suất 750 PS (550 kW; 740 shp). Tốc độ tối đa khi lặn là 7,6 kn (14,1 km/h), và tầm hoạt động 80 nmi (150 km) ở tốc độ 4 kn (7,4 km/h). Con tàu có khả năng lặn sâu đến 230 m (750 ft).
Vũ khí trang bị có năm ống phóng ngư lôi 53,3 cm (21 in), bao gồm bốn ống trước mũi và một ống phía đuôi, và mang theo tổng cộng 14 quả ngư lôi, hoặc tối đa 22 quả thủy lôi TMA, hoặc 33 quả TMB. Tàu ngầm Type VIIC bố trí một hải pháo 8,8 cm SK C/35 cùng một pháo phòng không 2 cm (0,79 in) trên boong tàu. Thủy thủ đoàn bao gồm 4 sĩ quan và 40-56 thủy thủ.

### Chế tạo
U-341 được đặt hàng vào ngày 20 tháng 1, 1941, và được đặt lườn tại xưởng tàu của hãng Nordseewerke ở Emden vào ngày 28 tháng 10, 1941. Nó được hạ thủy vào ngày 10 tháng 10, 1942, và nhập biên chế cùng Hải quân Đức Quốc Xã vào ngày 28 tháng 11, 1942 dưới quyền chỉ huy của Hạm trưởng, Trung úy Hải quân Dietrich Epp.

## Lịch sử hoạt động
Sau khi hoàn tất việc huấn luyện và chạy thử máy trong thành phần Chi hạm đội U-boat 8, U-341 được điều sang Chi hạm đội U-boat 3 từ ngày 1 tháng 6, 1943 để hoạt động trên tuyến đầu.

### Chuyến tuần tra thứ nhất
U-341 khởi hành từ Kiel vào ngày 25 tháng 5, 1943 cho chuyến tuần tra đầu tiên trong chiến tranh. Nó tiến ra Bắc Hải, rồi băng qua khe GIUK giữa quần đảo Faroe và Iceland để tiến ra hoạt động tại vùng biển Bắc Đại Tây Dương về phía Đông Nam Greenland. Chiếc tàu ngầm không đánh chìm được mục tiêu nào, nên kết thúc chuyến tuần tra và đi đến cảng La Pallice tại La Rochelle bên bờ biển Đại Tây Dương của Pháp đã bị Đức chiếm đóng, đến nơi vào ngày 10 tháng 7.

### Chuyến tuần tra thứ hai - Bị mất
U-341 xuất phát từ La Pallice vào ngày 31 tháng 8 cho chuyến tuần tra thứ hai, cũng là chuyến cuối cùng, để hoạt động tại vùng biển giữa Bắc Đại Tây Dương. Tại đây vào ngày 19 tháng 9, nó bị một máy bay tuần tra B-24 Liberator thuộc Liên đội 10 Không quân Hoàng gia Canada thả mìn sâu đánh chìm về phía Đông Nam Iceland, tại tọa độ 58°34′B 25°30′T / 58,567°B 25,5°T. Toàn bộ 50 thành viên thủy thủ đoàn của U-341 đều đã tử trận.

### "Bầy sói" tham gia
U-331 từng tham gia bảy bầy sói:
- Leuthen (15 – 19 tháng 9, 1943)